# 沪西工人半日学校史料陈列馆
沪西工人半日学校史料陈列馆是中華人民共和國上海市普陀区西苏州路1015号的一個展覽館，面积406平方米，主要展覽中国共产党创办的工人学校的历史，展館內分为“火红序幕”、“峥嵘起步”、“荣耀征途”、“火种延绵”等四个展区，於2021年6月21日開館。
1920年秋，中国共产党的前身組織在上海小沙渡槟榔路（今安远路）锦绣里62弄178号至190号创办免费的工人学校。教員有李启汉、陈为人、雷晋笙等人，教科书為上海基督教青年会编印的普通识字课本。工人分早晚两班上课，所以學校又稱「半日学校」（沪西工人半日学校）。由於前來學習的工人較少，1920年12月19日，沪西工人半日学校短暫改為上海工人游艺会，会场位於白克路207号上海公学(今凤阳路186号)。1921年春，沪西工人半日学校重新开学。1921年8月，中国劳动组合书记部在沪西工人半日学校原址办起上海第一工人补习学校。教員有李启汉、李震瀛、包惠僧等人。教科書有《劳动运动史》。1922年7月，中国劳动组合书记部机关被上海公共租界巡捕房查封後，上海第一工人补习学校停办。截至2021年，沪西工人半日学校旧址已拆除。